# 汝陽県
汝陽県（じょよう-けん）は中華人民共和国河南省洛陽市に位置する県。

## 行政区画
- 鎮:城関鎮、上店鎮、付店鎮、小店鎮、三屯鎮、劉店鎮、内埠鎮、陶営鎮
- 郷:柏樹郷、十八盤郷、靳村郷、王坪郷、蔡店郷

## 交通

### 道路
- 高速道路
  -  寧洛高速道路
  -  二広高速道路
- 国道
  - G344国道（中国語版）